# Erblira Bici
Erblira Bici (Gramsh, 27 giugno 1995) è una pallavolista albanese, opposto della Megavolley.

## Carriera

### Club
La carriera di Erblira Bici inizia nel 2005 nella squadra della sua città, il Gramsh. Esordisce nella massima divisione del campionato albanese nell'annata 2010-11 con il Tirana, a cui resta legata per tre annate, conquistando due Coppe d'Albania e lo scudetto 2012-13. Nella stagione 2013-14 viene ingaggiata dal Barleti, vincendo, in tre annate, tre coppe nazionali e tre campionati.
Nella stagione 2016-17 si trasferisce in Italia, nel Mondovì, in Serie A2, dove resta per due annate, prima di passare, nella stagione 2018-19, all'AGIL di Novara, in Serie A1, vincendo la Coppa Italia 2018-19 e la Champions League 2018-19. Resta nella stessa divisione anche per la stagione 2019-20 vestendo la maglia della UYBA di Busto Arsizio. È nella massima divisione italiana anche nell'annata successiva, quando difende i colori del Cuneo Granda.
Ritorna in Serie A2 nella stagione 2021-22, accasandosi alla Futura Giovani. Nella stagione 2022-23, nella stessa divisione, firma per la Roma Club, con il quale vince la Coppa Italia di categoria ottenendo nell'occasione anche il premio come miglior giocatrice e ottiene la promozione in Serie A1, categoria in cui milita nella stagione successiva con la stessa squadra. Per il campionato 2024-25 è ancora in Serie A1, questa volta alla Megavolley.

### Nazionale
Nel 2014 ottiene le prime convocazioni nella nazionale albanese.

## Palmarès

### Club
- Campionato albanese: 4

2012-13, 2013-14, 2014-15, 2015-16
- Coppa d'Albania: 5

2011-12, 2012-13, 2013-14, 2014-15, 2015-16
- Coppa Italia: 1

2018-19
- Coppa Italia di Serie A2: 1

2022-23
- CEV Champions League: 1

2018-19

### Premi individuali
- 2023 - Coppa Italia di Serie A2: MVP